# Wohn- und Wirtschaftsgebäude Dorfstraße 37
Das Wohn- und Wirtschaftsgebäude Dorfstraße 37 in Groß Ippener, Samtgemeinde Harpstedt, stammt von 1791.
Das Gebäude steht unter Denkmalschutz (Siehe auch Liste der Baudenkmale in Groß Ippener).

## Geschichte
Das eingeschossige giebelständige Wohn- und Wirtschaftsgebäude von 1791 ist ein Zweiständerhallenhaus als Fachwerkhaus mit Steinausfachungen, Unterrähmgefüge und mit einem Krüppelwalmdach und Niedersachsengiebel. Beim hinteren Wohngiebel wurde das Fachwerk später durch Backsteine ersetzt. Der Grundriss gliedert sich in ein fünffachiges dreischiffiges Dielengerüst und dem zweifachigen Flettgerüst (Küchenbereich) mit den beiden erhalten Luchtbalken (Unterzug). Eine Inschrift befindet sich über der Grooten Door.
Die Landesdenkmalpflege befand: „geschichtliche Bedeutung aufgrund seines Zeugnis- und Schauwertes als beispielhaftes Fachwerkhallenhaus des späten 18. Jhs.“.